# Palmerston (îles Cook)
Pour les articles homonymes, voir Palmerston.
Palmerston (translittéré Pamati en maori) est un atoll des îles Cook situé à 500 kilomètres de Rarotonga. Composé de 35 îlots (motu) sa superficie totale est de 2,1 km². Son lagon peu profond s'étend du Nord au Sud sur 10 kilomètres et d'Est en Ouest sur 7 kilomètres.

## Histoire

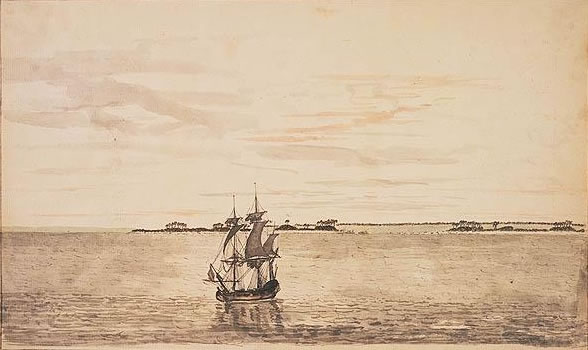
Passage de la Resolution du Capitaine Cook le 16 juin 1774

Bien qu'il n'existe pas de traditions polynésiennes sur l'île, il est probable qu'elle fut peuplée temporairement à l'époque pré-européenne, des anciennes tombes et des outils lithiques y ayant été découverts. L'atoll alors inhabité fut pour la première fois visité par James Cook le 16 juin 1774. Il baptisa l'île Palmerston en l'honneur de Lord Palmerston, alors à la tête de l'Amirauté britannique. Cook y repassa lors de sa troisième circumnavigation le 13 avril 1777 afin de réapprovisionner les navires en denrées fraîches. Le navire Duff (en) du Capitaine James Wilson affrété par la London Missionary Society dans le but de déposer des missionnaires sur Tahiti, y fit deux fois escale le 1er avril et le 4 août 1797. 
En 1811, le Capitaine Michael Fodger y séjourna plusieurs mois en compagnie de quatre autres Européens, d'un Brésilien et de quelques Tahitiens afin d'y récolter la bêche de mer. En 1819, Pomaré II, ari'i (chef) de Tahiti, exprima le désir de s'approprier l'île afin de s'en servir de bagne pour les Tahitiens ne respectant pas le Code des Lois qui venait d'être promulgué. Son projet ne fut néanmoins jamais mis à exécution. 

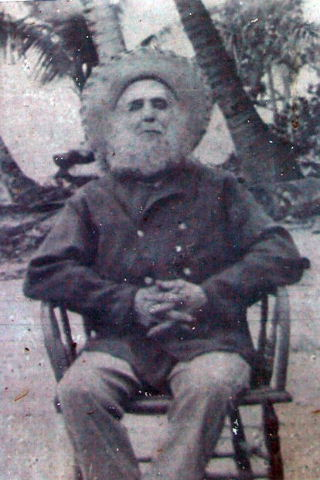
William Marsters

 Vers 1850, un marchand britannique basé à Tahiti, le Capitaine Bowles fit escale sur l'île. Il y découvrit quatre Européens affamés, à la tête desquels se trouvait un certain Jeffrey Strickland. Celui-ci qui s'était autoproclamé "roi de l'île" abandonna ses droits à Bowles en échange de leur rapatriement sur Rarotonga. Bowles vendit par la suite Palmerston à un planteur basé à Tahiti et d'origine écossaise, un certain John Brander. Ce dernier y plaça au début des années 1860 William Marsters, un jeune aventurier originaire de Misterton, un petit village du sud-ouest du Leicestershire. La date précise la plus couramment retenue est 1863 mais certains documents situent cette arrivée en 1861 ou 1864. Celui-ci, accompagné de ses trois épouses originaires de Tongareva (Penrhyn), Akakaingaro Sarah, Tepou Tinioi et Matavia, y fonda une micro colonie métisse. À son décès le 22 mai 1899, l'île était peuplée de plus de 100 habitants. Palmerston fut officiellement annexé par le Commandant C.L. Kingmill le 23 mai 1891, avant de passer comme le reste des îles Cook sous contrôle néo-zélandais en 1901. Le Résident Magistrat néo-zélandais Walter Edward Gudgeon nomma alors l'un des fils de William Marsters, Joel, représentant officiel du gouvernement sur l'île en tant que maire du conseil insulaire (mayor of the island council). Sa sœur Titani Tangi Marsters lui succéda à ce poste. Elle devait décéder en 1973 à un âge avancé.
L'atoll est aujourd'hui peuplé de 63 personnes qui descendent toutes d'une des trois épouses de William Marsters, ayant donné lieu à trois branches familiales. Pour limiter la consanguinité, les mariages à l'intérieur de chacune de ces branches sont aujourd'hui interdits. Les Marsters dont le nombre total s'élèverait à plusieurs centaines et qui sont aujourd'hui présents dans l'ensemble de l'archipel sont tous issus de cette famille
Sur le plan politique, Palmerston a été rattachée par la Constitution de 1965, à la circonscription d'Avatiu-Ruatonga-Palmerston (Avarua). 
Les "Pamati" parlent un parfait anglais avec un fort accent de l'ouest de l'Angleterre auquel se mêlent des emprunts au maori.
L'île qui ne comporte pas d'aéroport, est ravitaillée par bateau.